# Сидоренко, Кирилл Андреевич
Кирилл Андреевич Сидоренко (бел. Кірыл Андрэевіч Сідарэнка; род. 25 августа 1995, Климовичи, Могилёвская область) — белорусский футболист, нападающий клуба «Джалал-Абад».

## Клубная карьера
Воспитанник Лужеснянской интернат-гимназии и поставской академии ПМЦ, в 2013 году перешел в пермский «Амкар», где выступал за дубль. В августе 2014 года был арендован «Витебском», которому помог выйти в высшую лигу.
В начале 2015 года, оставив «Амкар», стал игроком светлогорского «Химика». Провел успешный сезон 2015, забив 11 голов в первой лиге. В декабре 2015 года вновь оказался в «Витебске», который возглавил бывший тренер Кирилла в академии ПМЦ, Сергей Ясинский. 2 апреля 2016 года дебютировал в высшей лиге, выйдя на замену во втором тайме матча против «Минска» (0:1). В августе 2016 года был отдан в аренду клубу первой лиги «Смолевичи-СТИ». По окончании сезона 2016 покинул «Витебск».
В январе 2017 года проходил просмотр в мозырьской «Славии», но контракт не был подписан. В результате начал сезон 2017 в составе гомельского «Локомотива». С 11 голами он стал лучшим бомбардиром команды в сезоне. В июле 2018 года по соглашению сторон покинул «Локомотив» и перешёл в бобруйскую «Белшину».
В ноябре 2018 года подписал двухлетний контракт с «Ислочью». Он готовился с командой к сезону 2019 года, но в марте вернулся в «Белшину» по арендному соглашению. Помог команде выиграть Первую лигу. В декабре 2019 года по соглашению сторон он расторг контракт с «Ислочью».
В январе 2020 года подписал контракт с могилёвским «Днепром». В сезоне 2020 года стал лучшим бомбардиром с рекордными 40 голами за сезон. Начало сезона 2021 года пропустил из-за травмы, с августа начал появляться на поле и вскоре закрепился в качестве основного нападающего, за 17 матчей забил 19 голов и стал вторым бомбардиром первой лиги.
В январе 2022 года покинул могилёвский клуб и вскоре отравился на просмотр в тульский «Арсенал». На турецком сборе команды отметился несколькими голами, однако в результате стал игроком казахстанского «Кызыл-Жар СК».
1 апреля 2022 года перешёл в другой казахстанский клуб «Кайсар». Дебютировал за клуб 17 апреля 2022 года в матче против клуба Академия «Онтустик», где футболист также отличился свои дебютным голом и дебютной результативной передачей. В матче 14 августа 2022 года в рамках Кубка Казахстана против клуба «Кызыл-Жар» отличился забитым дублем. Записал на свой счёт второй дубль 9 октября 2022 года в матче против клуба «Экибастуз». Вместе с клубом стал серебряным призёром Первой Лиги.
В декабре 2022 года вместе с «Кайсаром» отправился на турецкие сборы для подготовки к новому сезону. Однако позже футболист не участвовал в товарищеских спаррингах казахстанского клуба. В январе 2023 года услуги футболиста были предложены казахстанскому клубу «Тобол», однако сам игрок отказался, оставшись поддерживать форму в брестском «Динамо». Вскоре футболист официально подписал с брестским клубом контракт. Дебютировал за клуб в матче 18 марта 2023 года против жодинского «Торпедо-БелАЗ». В июле 2023 года покинул брестский клуб, расторгнув контракт по соглашению сторон.
В июле 2023 года футболист присоединился к мозырской «Славии». В декабре 2023 года футболист покинул мозырский клуб.
В феврале 2024 года футболист перешёл в киргизский клуб «Джалал-Абад».

## Карьера в сборной
Выступал за сборную до 19 лет. 17 ноября 2015 года дебютировал в молодежной сборной Беларуси в отборочном матче чемпионата Европы против сборной Кипра. В январе 2016 года выступал за молодёжную сборную на Кубке Содружества в Санкт-Петербурге (2 матча), после чего больше на вызывался в сборную.

## Статистика
| Сезон          | Дивизион | Клуб          | Матчи | Голы |
| -------------- | -------- | ------------- | ----- | ---- |
| 2013/14        | дубль    | Амкар         | 20    | 7    |
| 2014/15 (нач.) | дубль    | Амкар         | 3     | 0    |
| 2014 (2)       | Д2       | Витебск       | 12    | 0    |
| 2015           | Д2       | Химик         | 29    | 11   |
| 2016 (1)       | Д1       | Витебск       | 12    | 0    |
| 2016 (2)       | Д2       | Смолевичи-СТИ | 11    | 2    |
| 2017           | Д2       | Локомотив     | 25    | 11   |
| 2018           | Д2       | Локомотив     | 14    | 4    |
| 2018           | Д2       | Белшина       | 13    | 5    |
| 2019           | Д2       | Белшина       | 27    | 4    |
| 2020           | Д3       | Днепр-Могилёв | 19    | 36   |
| 2021           | Д2       | Днепр-Могилёв | 17    | 19   |

## Достижения
Командные
- Победитель Первой лиги Беларуси: 2019
- Победитель Второй лиги Беларуси: 2020

Индивидуальные
- Лучший бомбардир Второй лиги Беларуси: 2020 (40 голов)